# 에잇세컨즈
에잇세컨즈(8 Seconds)는 삼성물산이 운영하는 패스트 패션 브랜드이다. 2012년 2월 23일에 대한민국 가로수길 매장을 개점하면서 공식적으로 런칭하였다. 2014년 로고를 영어, 한국어, 한문이 조합된 형태로 교체하였다.
에잇세컨즈는 2017년 농심의 `국민 간식` 새우깡, 에잇세컨즈 간 협업을 통해 준비한 `에잇세컨즈-새우깡 콜라보 라인` 신상품을 선보였다. 새우깡 특유의 `새우`와 `스낵` 이미지를 위트 있는 그래픽으로 재해석하고, 이를 티셔츠 등 의류부터 에코백·유리잔 등 액세서리까지 다양한 아이템에 적용하였다. 올 여름 시즌을 겨냥하는 만큼 상품 콘셉트는 `써머 프렌즈(Summer Friends)’로 잡아 드레스·파자마·헤어밴드·에코백 등 45개 패션 아이템을 준비하였다..